# Piksele (film 2009)
Piksele – polski komediodramat z 2009 w reżyserii Jacka Lusińskiego.
- Okres zdjęciowy: 16 września – 29 października 2008 r.

## Obsada
- Anna Cieślak − Alicja
- Adam Ferency − starszy policjant
- Andrzej Grabowski − grabarz
- Zofia Merle − żona samobójcy
- Dorota Stalińska − tłumaczka
- Marian Opania − samobójca
- Edward Linde-Lubaszenko − śpiący doktor
- Maria Klejdysz − babcia Anastazja
- Olga Bołądź − Monika
- Bartłomiej Topa − posterunkowy
- Robert Rogalski − dziadek Antoni
- Maria Engele − Karen
- Michał Breitenwald − naczelny gazety
- Wojciech Walasik − pielęgniarz Zenon
- Dominik Bąk − młodszy policjant
- Sylwia Juszczak − Iza
- Milena Lisiecka − gospodyni na plebanii
- Mateusz Grydlik − młody redaktor